# Paulo Gazzaniga
Paulo Gazzaniga Farías (Murphy, Santa Fe, 2 de enero de 1992) es un futbolista argentino. Juega como guardameta en el Girona F. C. de la Primera División de España.

## Trayectoria

### Inicios
Gazzaniga dio su primeros pasos en el modesto club valenciano Torre Levante (2008)Al llegar no captó la atención de nadie y parecía que sus horas estaban contadas en la entidad torre-levantina, hasta el día que Héctor Gandía, a través de un calentamiento específico de porteros, pudo observar en él un talento y potencial desproporcionado. Inmediatamente lo trasladó a la dirección deportiva del club y altos cargos federativos, relanzando de este modo la carrera del guardameta. Era 2009 y Gazzaniga pasó a formar parte del fútbol base del Valencia CF, donde permaneció cuatro temporadas, llegando hasta la categoría juvenil.

### Gillingham
En julio de 2011 firmó un contrato de dos años con el club de la League Two, Gillingham, para combatir con Ross Flitney por el puesto número uno. Gazzaniga fue recomendado al mánager del Gillingham Andy Hessenthaler por Gary Penrice, el explorador europeo del Wigan Athletic, luego de su lanzamiento desde Valencia. Hizo su debut profesional para el club el 4 de octubre, en una derrota por 3-1 en casa ante Barnet F. C. en la EFL Trophy.

### Southampton
Debido a sus buenas actuaciones en el Gillingham, el 20 de julio de 2012 firmó un contrato por cuatro años con el Southampton, recién ascendido a la Premier League, con Tommy Forecast cedido al Gillingham como parte del pago. Gazzaniga describió la situación como «una cosa loca, pero soñada».
Debutó con el Southampton en la victoria 4-1 contra el Stevenage en la Football League Cup y en la Premier League en la victoria de su equipo 4-1 frente al Aston Villa.
La temporada 2014-15 la acabó como tercer portero, por detrás de Fraser Forster y Kelvin Davis, jugando dos partidos.
En la temporada 2012/13 llegó Mauricio Pochettino para dirigir al Southampton. El arquero ya estaba en el equipo y llegó a entrenarlo un DT de su mismo lugar de nacimiento.
Durante la siguiente temporada, Gazzaniga jugó otros dos partidos, contra el Tottenham y el Crystal Palace. El 11 de septiembre de 2015 renovó por cuatro temporadas con el club.
En sus cuatro temporadas siempre fue el tercer portero del equipo.

### Rayo Vallecano (cedido)
En junio de 2016 Gazzaniga llega cedido al Rayo Vallecano de la segunda división española. Paulo acabaría la temporada siendo el portero más usado del club vallecano y como uno de los mejores porteros de segunda división llamando la atención de varios clubes europeos.

### Tottenham
Tras varios rumores y estar cerca de fichar por el Rayo, Gazzaniga se unió finalmente al Tottenham Hotspur F. C. de la Premier League. Debutó con el club inglés el 5 de noviembre de 2017 en un partido de liga contra el Crystal Palace. El partido acabó con victoria del Tottenham 1-0. Fue el tercer portero del equipo, por detrás de Hugo Lloris y Joe Hart.
Allí volvió a ser dirigido por Mauricio Pochettino, originario como él de Murphy. Juntos lograron una hazaña en mayo de 2019 en semifinales de la Liga de Campeones frente al Ajax: habían perdido 1-0 en Londres, y tropezaba 2-0 en Ámsterdam; sin embargo, los Spurs reaccionaron, y ganaron 3-2, ya con ese resultado han podido llegaron a la final contra el Liverpool.

### Regreso a España
Tras su etapa en Vallecas, el 1 de febrero de 2021 regresó al fútbol español después de ser cedido al Elche C. F. hasta final de temporada.
Tras contribuir a lograr la permanencia en la última jornada, rescindió su contrato con el Tottenham Hotspur. Dos meses después firmó por dos años con el Fulham F. C., siendo cedido el segundo de ellos al Girona F. C.

## Selección nacional
Sus actuaciones en el club inglés le valieron una sorpresiva citación a la selección argentina en noviembre de 2018. El entrenador interino Lionel Scaloni lo incluyó al portero del Tottenham (junto al mediocampista de Vélez Sársfield, Gastón Giménez) a la convocatoria para la doble fecha FIFA de ese mes unos días después de que diera a conocer la lista oficial de los jugadores citados, sumándose así como el cuarto guardameta del equipo (después de Sergio Romero, Agustín Marchesín y Gerónimo Rulli). Gazzaniga debutó internacionalmente con el combinado nacional el 20 de noviembre, cuando entró al minuto 59 por Rulli en un amistoso contra México, donde mantuvo la valla invicta con dos atajadas claves en el 1-0 parcial de Argentina, que luego finalizaría con un triunfo albiceleste por 2-0.

## Estadísticas

### Clubes
Actualizado al último partido disputado el 13 de mayo de 2025.
| Gillingham F. C. Inglaterra           | 4.ª           | 2011-12       | 20  | 23  | 2  | 6  | —  | —  | 22  | 29  |
| Gillingham F. C. Inglaterra           | Total club    | Total club    | 20  | 23  | 2  | 6  | 0  | 0  | 22  | 29  |
| Southampton F. C. Inglaterra          | 1.ª           | 2012-13       | 9   | 12  | 2  | 1  | —  | —  | 11  | 13  |
| Southampton F. C. Inglaterra          | 1.ª           | 2013-14       | 8   | 15  | 0  | 0  | —  | —  | 8   | 15  |
| Southampton F. C. Inglaterra          | 1.ª           | 2014-15       | 2   | 3   | 0  | 0  | —  | —  | 2   | 3   |
| Southampton F. C. Inglaterra          | 1.ª           | 2015-16       | 2   | 3   | 0  | 0  | —  | —  | 2   | 3   |
| Southampton F. C. Inglaterra          | Total club    | Total club    | 21  | 33  | 2  | 1  | 0  | 0  | 23  | 34  |
| Rayo Vallecano · España               | 2.ª           | 2016-17       | 32  | 34  | 2  | 1  | —  | —  | 34  | 35  |
| Rayo Vallecano · España               | Total club    | Total club    | 32  | 34  | 2  | 1  | 0  | 0  | 34  | 35  |
| Tottenham Hotspur F. C. Inglaterra    | 1.ª           | 2017-18       | 1   | 0   | 0  | 0  | 0  | 0  | 1   | 0   |
| Tottenham Hotspur F. C. Inglaterra    | 1.ª           | 2018-19       | 3   | 2   | 7  | 7  | 1  | 1  | 11  | 10  |
| Tottenham Hotspur F. C. Inglaterra    | 1.ª           | 2019-20       | 18  | 26  | 3  | 2  | 4  | 5  | 25  | 33  |
| Tottenham Hotspur F. C. Inglaterra    | Total club    | Total club    | 22  | 28  | 10 | 9  | 5  | 6  | 37  | 43  |
| Elche C. F. · España                  | 1.ª           | 2020-21       | 8   | 9   | 0  | 0  | —  | —  | 8   | 9   |
| Elche C. F. · España                  | Total club    | Total club    | 8   | 9   | 0  | 0  | 0  | 0  | 8   | 9   |
| Fulham F. C. Inglaterra               | 2.ª           | 2021-22       | 13  | 17  | 2  | 4  | —  | —  | 15  | 21  |
| Fulham F. C. Inglaterra               | Total club    | Total club    | 13  | 17  | 2  | 4  | 0  | 0  | 15  | 21  |
| Girona F. C. · España                 | 1.ª           | 2022-23       | 28  | 37  | 0  | 0  | —  | —  | 28  | 37  |
| Girona F. C. · España                 | 1.ª           | 2023-24       | 38  | 46  | 0  | 0  | —  | —  | 38  | 46  |
| Girona F. C. · España                 | 1.ª           | 2024-25       | 36  | 51  | 0  | 0  | 7  | 11 | 43  | 62  |
| Girona F. C. · España                 | Total club    | Total club    | 102 | 134 | 0  | 0  | 7  | 11 | 109 | 145 |
| Total carrera                         | Total carrera | Total carrera | 218 | 278 | 18 | 21 | 12 | 17 | 248 | 316 |
| (1) Hace referencia a goles encajados |               |               |     |     |    |    |    |    |     |     |

## Palmarés

### Campeonatos nacionales
| Título           | Club         | País       | Año  |
| ---------------- | ------------ | ---------- | ---- |
| EFL Championship | Fulham F. C. | Inglaterra | 2022 |